# Caramel (film)
Caramel (Arabisch: سكر بنات Sekkar banat) is een Libanese film uit 2007. Deze comedy-dramafilm werd geregisseerd door Nadine Labaki. Caramel ging op 20 mei 2007 in première tijdens het Filmfestival van Cannes. De film won drie prijzen tijdens het Internationaal filmfestival van San Sebastian.
De titel heeft een dubbele betekenis. Het slaat op de manier waarop de dames haar epileren met behulp van karamel (Body sugaring). Daarnaast slaat het op de liefde die soms zoet aanvoelt maar waarbij je je ook vastgeplakt kunt voelen.

## Synopsis
De film speelt zich af in Beiroet en gaat over het leven van vijf vrouwen die worstelen met verboden liefde, seksualiteit en het ouder worden.